# Onslowové

Erb rodu Onslow

Onslow je anglická šlechtická rodina, z níž pocházeli tři předsedové Dolní sněmovny.
Historie rodu se datuje již od 12. století, ale až o několik století později se členové rodu významněji prosadili v anglických dějinách. Kromě tří předsedů Dolní sněmovny pocházela z rodu řada dalších poslanců, vysokých důstojníků v armádě a námořnictvu. K nejvýznamnějším členům rodu patřil dlouholetý předseda Dolní sněmovny Arthur Onslow (1691–1768). V přímé linii jeho potomků rod užívá titul hraběte udělený v roce 1801. Čtvrtý a Pátý hrabě zastávali ve 20. století funkci místopředsedy Sněmovny lordů. V oblasti kultury vynikl synovec Prvního hraběte hudební skladatel George Louis Onslow (1784–1852). Rod vlastnil statky v jižní Anglii včetně hlavního sídla Clandon Park House v hrabství Surrey. Tento zámek z 18. století je ve správě organizace National Trust a po požáru z roku 2015 prochází rekonstrukcí. Po několika členech rodu byla pojmenována řada lokalit v britských koloniích. Současným představitelem rodu je Osmý hrabě (* 1967)

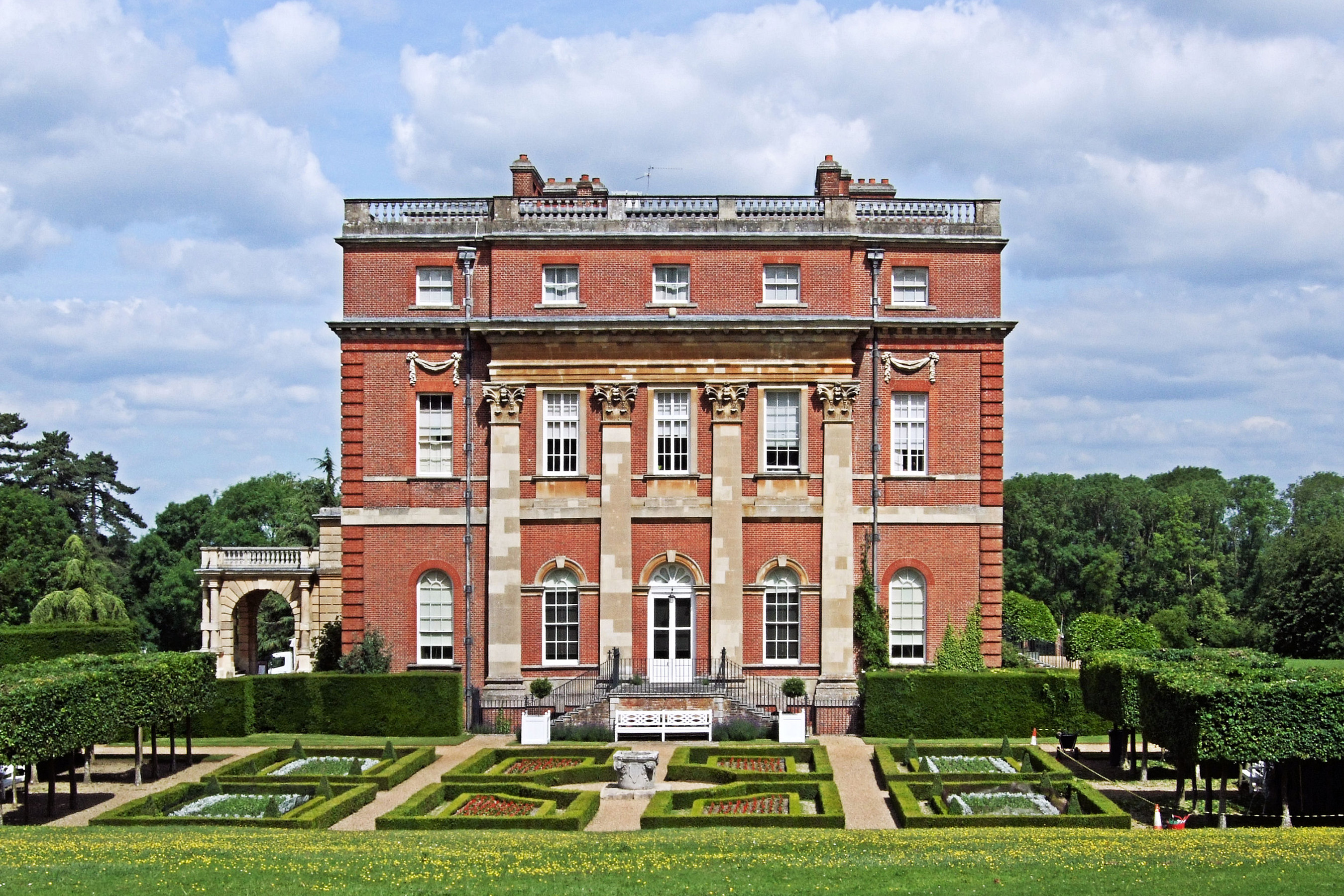
Zámek Clandon House Park (Surrey, hlavní rodové sídlo

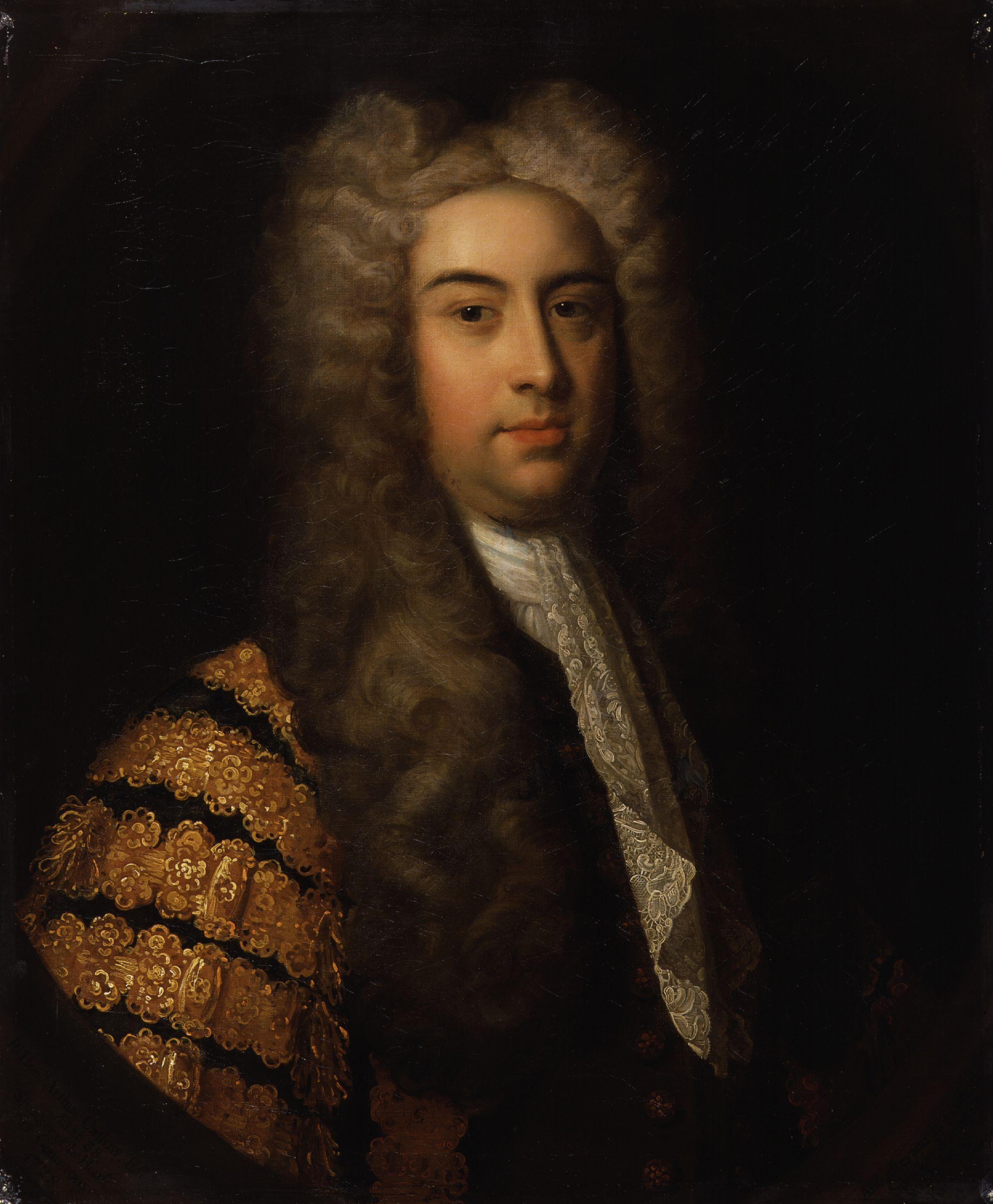
Arthur Onslow (1691–1768), předseda Dolní sněmovny 1728-1761

## Dějiny rodu
První známý předek Adam de Anderslawa se připomíná ve 12. století, jeho potomci pak v několika generacích užívali jméno Ondeslowe, ve formě Onslow se podoba rodového příjmení ustálila v 15. století. Nejstarším rodovým majetkem bylo panství Onslow, nyní Onslow Village, předměstí Guildfordu. Toto město také řada členů rodu až do 19. století zastupovala v Dolní sněmovně. Rodina dlouho patřila k drobné statkářské šlechtě, prvním významným členem byl sir Richard Onslow (1528–1571), který se za vlády Alžběty I. prosadil jako úspěšný právník a zastával vysoké funkce v justici, v letech 1566–1571 byl předsedou Dolní sněmovny. Jeho vnuk sir Richard Onslow (1601–1664) byl za občanské války plukovníkem parlamentního vojska a v roce 1641 koupil panství West Clandon v hrabství Surrey, kde později vzniklo hlavní rodové sídlo Clandon Park House. Jeho syn sir Arthur Onslow (1622-1688) byl dlouholetým poslancem Dolní sněmovny a v roce 1674 získal titul baroneta.

## Hrabata Onslow
První peerský titul získal Arthurův syn Richard Onslow (1654–1717), který působil jako právník a zastával vládní funkce. V letech 1708–1710 byl předsedou Dolní sněmovny a v roce 1716 byl s titulem barona povolán do Sněmovny lordů. Jeho syn Thomas Onslow, 2. baron Onslow (1679-1740), získal značný majetek sňatkem s Elizabeth Knight z rodiny zbohatlé na Jamajce. Její vysoké věno umožnilo Thomasovi podniknout stavbu zámku Clandon Park House (1733–1735). V jeho přímém potomstvu titul barona zanikl v roce 1779 a poté přešel na linii Thomasova bratrance Arthura Onslowa (1691–1768), který byl jako dlouholetý předseda Dolní sněmovny (1728–1761) jedním z nejvýznamnějších představitelů rodu. Arthurův syn George (1731–1814) zastával nižší vládní posty a funkce u dvora a v roce 1785 byl svědkem tajné svatby pozdějšího krále Jiřího IV. s Mary Fitzherbert. George byl pak v roce 1801 povýšen na hraběte. Součástí titulatury byl také titul vikomta Cranleye, který zpravidla užívá dědic hraběte. Synovcem 1. hraběte byl George Louis Onslow (1784–1852), který žil trvale ve Francii, prosadil se jako hudební skladatel a byl rytířem Čestné legie.
Z dalších generací vynikl William Onslow, 4. hrabě Onslow (1853–1911), který zastával nižší vládní funkce, později byl guvernérem na Novém Zélandu (1888–1892) a nakonec místopředsedou Sněmovny lordů (1906–1911). Jeho syn Richard Onslow, 5. hrabě Onslow (1876–1945), zastával též několik postů v koaličních vládách a stejně jako otec byl místopředsedou Sněmovny lordů (1931–1944). Další potomek William Onslow, 6. hrabě Onslow (1913–1971), na rozdíl od předků přešel ve Sněmovně lordů k liberálům a jako kapitán královské gardy se zúčastnil pohřbu Jiřího VI. a korunovace Alžběty II. Současným představitelem rodu je jeho vnuk Rupert Onslow, 8. hrabě Onslow (*1967).

## Vedlejší rodová větev
Kromě hraběcí větve existuje ještě linie baronetů z Althainu, kterou založil mladší bratr předsedy Dolní sněmovny Arthura Onslowa generál Richard Onslow (1697–1760). Jeho syn Richard (1741–1817) dosáhl v námořnictvu hodnosti admirála a v roce 1797 získal titul baroneta. Z této linie později vynikl sir Richard George Onslow (1904–1975), který sloužil v námořnictvu, za druhé světové války získal sovětský Řád rudého praporu. Po válce působil v Severním Irsku a na admiralitě, nakonec byl velitelem v Plymouthu. Současným představitelem této rodové větve je Sir Richard Paul Onslow, 9. baronet (*1958). Z této linie pocházel také Cranley Onslow (1926–2001), který byl dlouholetým konzervativním poslancem a ve vládě Margaret Thatcherové náměstkem ministra zahraničí. V roce 1997 vstoupil do Sněmovny lordů s titulem barona Onslow (platil pouze pro jeho osobu).

## Geografické názvosloví po rodu Onslow
Po předsedovi Dolní sněmovny Arthuru Onslowovi bylo pojmenováno hrabství Onslow County v Severní Karolíně, které bylo jako správní územní jednotka zřízeno v roce 1739. Malé město Onslow v Austrálii získalo v roce 1885 jméno po Alexanderu Onslowovi, dlouholetém nejvyšším sudím Západní Austrálie. Několik destinací na Novém Zélandu bylo pojmenováno po 4. hraběti Onslowovi, který byl novozélandským guvernérem.

## Osobnosti

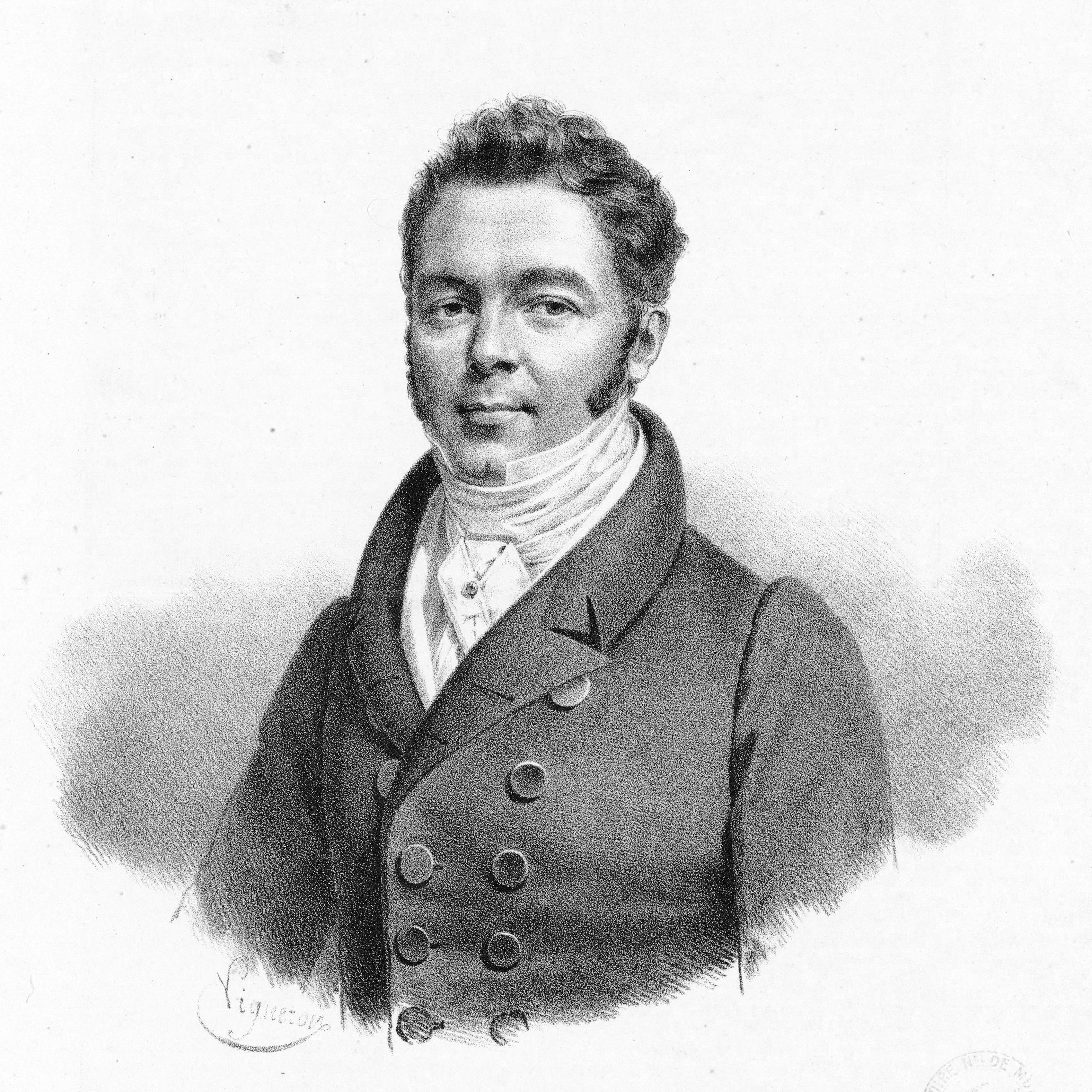
George Louis Onslow (1784–1852), hudební skladatel

- Sir Richard Onslow (1528–1571), právník, předseda Dolní sněmovny
- Sir Arthur Onslow (1622–1688), člen Dolní sněmovny
- Richard Onslow, 1. baron Onslow (1654–1717), předseda Dolní sněmovny, ministr financí
- Arthur Onslow (1691–1768), předseda Dolní sněmovny
- Richard Onslow (1697–1760), generál
- George Onslow, 1. hrabě Onslow (1731–1814), dvořan, politik
- Sir Richard Onslow (1741–1817), admirál
- George Louis Onslow (1784–1852), hudební skladatel
- Sir Alexander Onslow (1842–1908), nejvyšší sudí v Západní Austrálii
- William Onslow, 4. hrabě Onslow (1853–1911), guvernér na Novém Zélandu, ministr zemědělství, místopředseda Sněmovny lordů
- Richard Onslow, 5. hrabě Onslow (1876–1945), diplomat, místopředseda Sněmovny lordů
- Sir Richard George Onslow (1904–1975), admirál
- Cranley Onslow (1926–2001), konzervativní politik, náměstek ministra zahraničí